# یواس‌اس ساگاس (وای‌تی‌بی-۷۸۰)
یواس‌اس ساگاس (وای‌تی‌بی-۷۸۰) (به انگلیسی: USS Saugus (YTB-780)) یک کشتی بود که طول آن ۱۰۹ فوت (۳۳ متر) بود. این کشتی در سال ۱۹۶۵ ساخته شد.